# Izraelská kinematografie
Izraelská kinematografie, respektive jeho filmový průmysl má dlouhou tradici. Většina filmů je produkována v hebrejštině, jsou však produkovány i filmy v angličtině, arabštině a některých evropských jazycích.
Mezi kultovní izraelské filmy patří Mivca Savta, Alex Hole Ahava, Charlie Ve'Heci, Givat Halfon Ejna Ona, Eskimo Limon a Hagiga B'Snuker.
Celkem byly izraelské filmy nominovány 6× na Ceny akademie (Oscar) za cizojazyčný film, čili vícekrát než jakákoliv jiná země Blízkého východu. V roce 2007 byl na nejlepší cizojazyčný film Cen akademie nominován film Beaufort režiséra Josepha Cedara.

## Režiséři
- Boaz Davidson
- Ejtan Fox
- Amos Gitaj
- Efrajim Kišon
- Avi Mograbi
- David Perlov
- Rafael Nadjari
- Ari Folman